# Provincia Ahal
Provincia Ahal este o unitate administrativă de gradul I a Turkmenistanului. Reședința sa este orașul Anau / Änew.